# Пласенсия, Касто

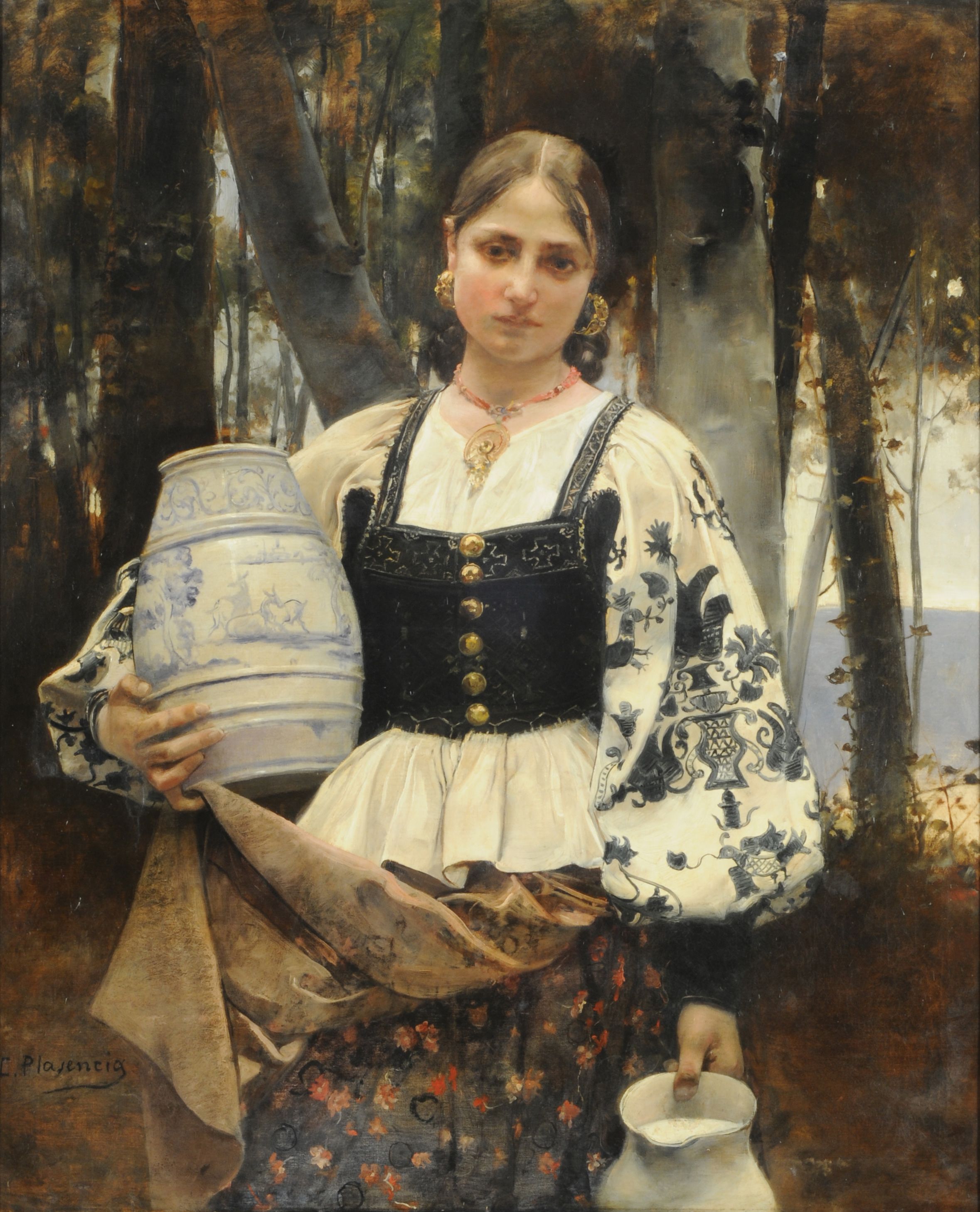
Доярка.Музей Прадо

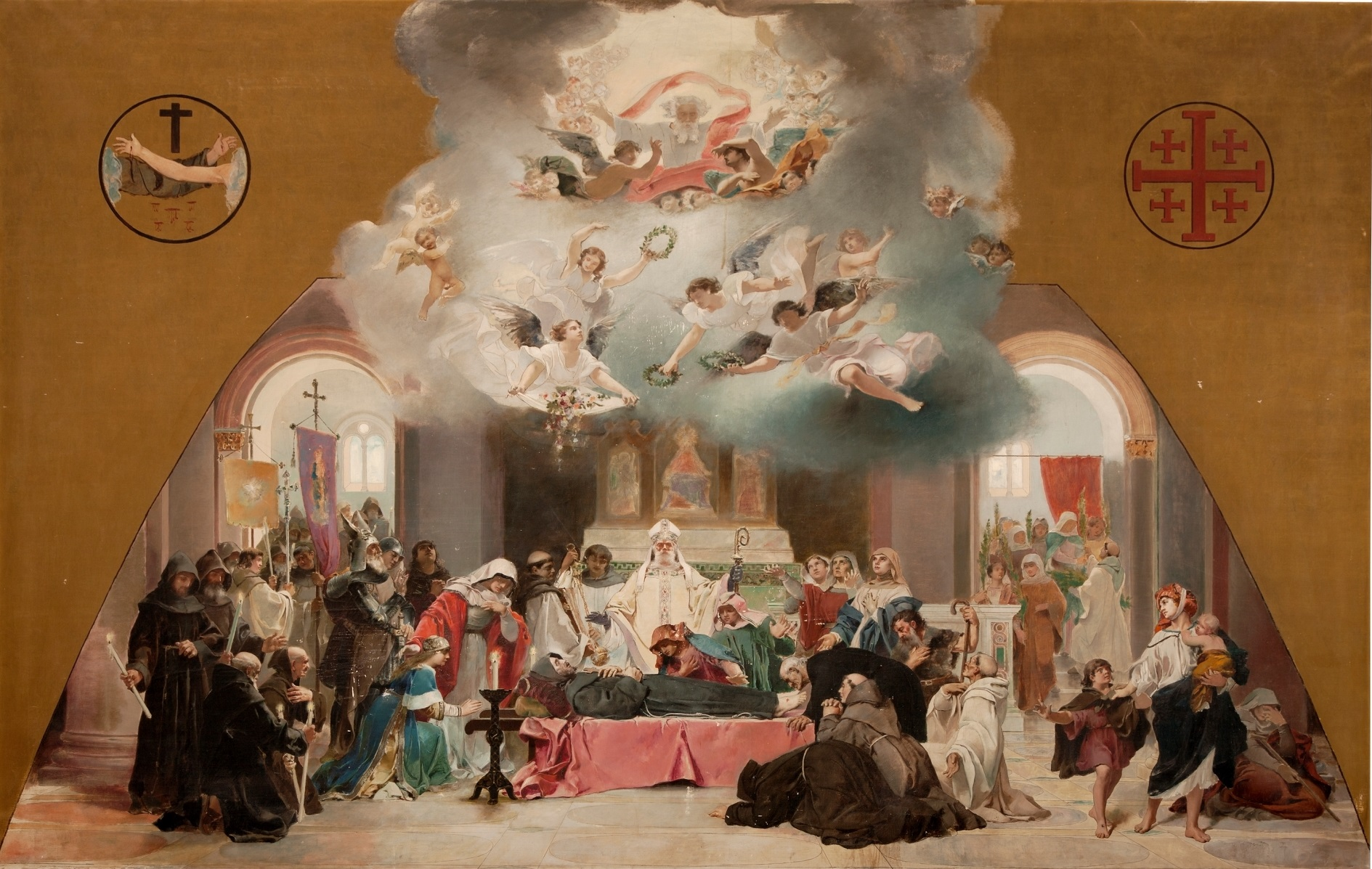
Фреска. Кончина Франциска Ассизского.около 1885. Музей Прадо

Касто Пласенсия и Маэстро (исп. Casto Plasencia y Maestro; 17 июля 1846, Каньисар, провинция Гвадалахара, Кастилия-Ла-Манча — 18 мая 1890, Мадрид, Испания) — испанский художник-пейзажист, портретист и фрескист.

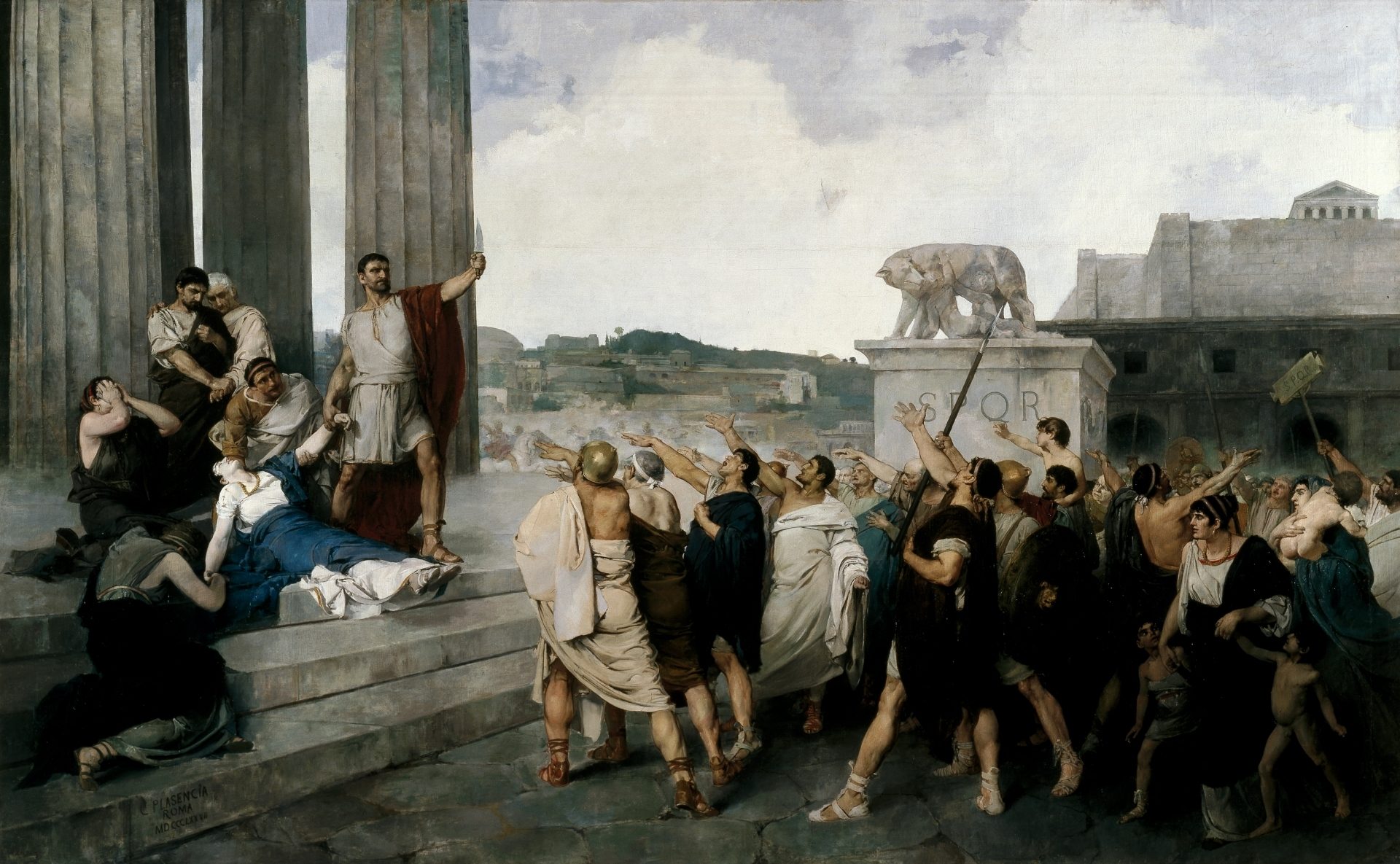
«Происхождение Римской республики». Музей Прадо

## Биография
Сын сельского врача, в раннем возрасте остался сиротой. Благодаря покровительству нескольких местных дворян отправился в Мадрид, где поступил в Королевскую академию изящных искусств Сан-Фернандо, и стал одним из лучших студентов, получивших стипендию для продолжения учёбы в Испанской академии изящных искусств в Риме («Academia Española de Bellas Artes de Roma»), где учился и работал вместе с такими художниками, как Франсиско Прадилья, Алехандро Феррант-и-Фишерманс, Мануэль Кастильяно, Эдуардо Санчес и Хаиме Морера. Первый успех пришел к художнику в 1878 году когда он написал картину «Происхождение Римской республики», получившую первую премию Национальной выставки 1878 года, бронзовую медаль и большой крест ордена Почётного легиона в Парижском университете в том же году. Обладатель третьей премии на Всемирной выставке в Париже.
Автор картин в жанре исторической и сакральной живописи, портретов, церковных и декоративных росписей, больших фресок. Служил придворным художником короля Альфонсо XII и его супруги Марии де лас Мерседес Орлеанской. Принимал участие в украшении Королевского собора Святого Франциска Великого в Мадриде, Дворца Линарес и др.
Среди его учеников Томас Гарсиа Сампедро. 
Многие произведения художника хранятся ныне в Музее Прадо.